# Richard Vyškovský
Richard Vyškovský (13. července 1929 Vídeň – 1. srpna 2019 ) byl český architekt. Znám byl především jako autor papírových modelů, které vycházejí od roku 1969 v časopisu ABC.

## Život
Narodil se v roce 1929 ve Vídni v české rodině. V době nástupu rakouských nacistů a zavření českých škol ve Vídni ho rodiče poslali bydlet a studovat do Prahy. Tam se za ním po skončení 2. světové války rovněž odstěhovali. V šedesátých letech pracoval ve Státním ústavu pro rekonstrukci památkových měst a objektů (SÚRPMO). Po jedné debatě s kolegy, žehrajícími na obtížnou dostupnost „angličáků“ od firmy Matchbox prodávaných v tehdejší ČSSR pouze v Tuzexu, se rozhodl zkonstruovat obdobný model z papíru. Za vzor mu posloužil Packard Landaulet vyráběný pod kódem Y-11 v sérii Models of Yesteryear. 31. října 1968 vyšel v Lidové demokracii krátký článek o „inž. Blechovi a jeho kolegovi“, který doprovázely fotografie papírových modelů Mercedesu 38/220 a Packardu Landaulet.
O tvorbu obou autorů projevili zájem Státní nakladatelství dětské knihy (SNDK) a šéfredaktor časopisu ABC Vlastislav Toman. Ještě v roce 1968 vydalo SNDK Pavlu Blechovi a Richardu Vyškovskému vystřihovánku dioramatu Karlštejn - dobývání hradu. Časopis ABC, ve kterém v té době vycházely vystřihovánky Vladimíra Procházky a Jaromíra Svobody, otiskl Blechovi a Vyškovskému 17. března 1969 upravený papírový model Packardu Landaulet. V následujících sedmi letech publikovali Blecha s Vyškovským v ABC i SNDK/Albatrosu řadu dalších papírových modelů, nejrozsáhlejším byl model Pražského hradu. Od roku 1976 vytvářel Vyškovský modely pro ABC i Albatros sám, prvním publikovaným samostatným modelem byla Formule 1 Ferrari 312-T2 Nikiho Laudy pro ABC. Jeho největším modelem vůbec je model fiktivního středověkého města známý jako Městská památková rezervace, který vycházel na pokračování v ABC od roku 1977. Od roku 1997 vydává modely Richarda Vyškovského také nakladatelství ERKOtyp, jehož spolumajitelem a jednatelem je jeho syn Richard.

## Knižní vydání
- VYŠKOVSKÝ, Richard. Velká kniha vystřihovánek ABC : městská památková rezervace. 1. vyd. Praha: BB art, Ringier ČR, 2004. 447 s. ISBN 80-7341-353-1.
- VYŠKOVSKÝ, Richard. Zlatá kniha vystřihovánek arch. Richarda Vyškovského : 35 vystřihovánek z časopisu ABC a novinka Hrad Točník. Praha: BB/art ve spolupráci se společností Ringier ČR, 2007. 395 s. ISBN 978-80-7381-102-0. Vyšlo k 50. výročí časopisu ABC.